# آکشاک
آکشاک (سومری: 𒌔𒆠، akšak) شهری در سومر باستان بود که در مرز شمالی اکد واقع شده بود. گاهی آن را همان شهر اوپی منابع بابلی می‌دانند.
محل دقیق آکشاک نامشخص است. نویسندگان قدیم آن را در جایی قرار داده‌اند که رودخانه‌های دجله و فرات در نزدیک‌ترین فاصله به هم هستند و در متون اولیه از آن به همراه شهر کیش یاد شده‌است. باستان‌شناسان در دهه ۱۹۰۰، آکشاک را در محل تل عمر حدس زدند یعنی محلی که دو محدوده باستانی در دو سوی دجله ادامه یافته‌است، اما وقتی که لیروی واترمن از مدرسه آمریکایی تحقیقات شرقی این محل را کاوش کرد، معلوم شد دو محدوده یادشده سلوکیه قدیم (احتمالاً همان اوپی) است، هرچند که اگرچه قطعه‌ای از یک اثر با نام آکشاک هم در آنجا یافت شد. مایکل سی استور محل آکشاک را در کناره دجله قرار می‌دهد، یعنی در حومه جنوبی بغداد امروزی.